# Секунь
Секунь (укр. Секунь) — село в Дубовской сельской общине Ковельского района Волынской области Украины.
До 2020 года входило в Старовыжевский район.
Код КОАТУУ — 0725084701. Население по переписи 2001 года составляет 590 человек. Почтовый индекс — 44444. Телефонный код — 3346. Занимает площадь 2,724 км².